# Зв'язок (фільм, 1996)
«Зв'язок» (англ. Bound) — неонуарний кримінальний трилер американських режисерок і продюсерок Вачовскі. Дата виходу: 4 жовтня 1996 (США).

## Сюжет
Один з членів мафії, який привласнив два мільйони доларів, був викритий, підданий тортурам і убитий. Все це відбувалося на очах Вайолет, коханки гангстера Сезара, у них удома. Вона взагалі багато що знала, оскільки Сезар ніколи нічого від неї не приховував. А в сусідній квартирі влаштувалася майстриня-лесбійка Коркі, яка тільки що вийшла з в'язниці.
Так народився пристрасний зв'язок двох жінок, а разом з ним і ідея привласнити ті самі мільйони, які зберігаються в Сезара для боса мафії Джино Марзоне. Але не все пішло так, як було задумано.

## У ролях
- Джина Гершон — Коркі
- Дженніфер Тіллі — Вайолет
- Джо Пантоліано — Цезар
- Мері Мара — бармен
- Крістофер Мелоні — Джонні Марццоне
- Кевін Майкл Річардсон — поліцейський
- Іван Кейн — поліцейський